# Tazrouk
Tazrouk est une commune de la wilaya de Tamanrasset en Algérie.

## Géographie

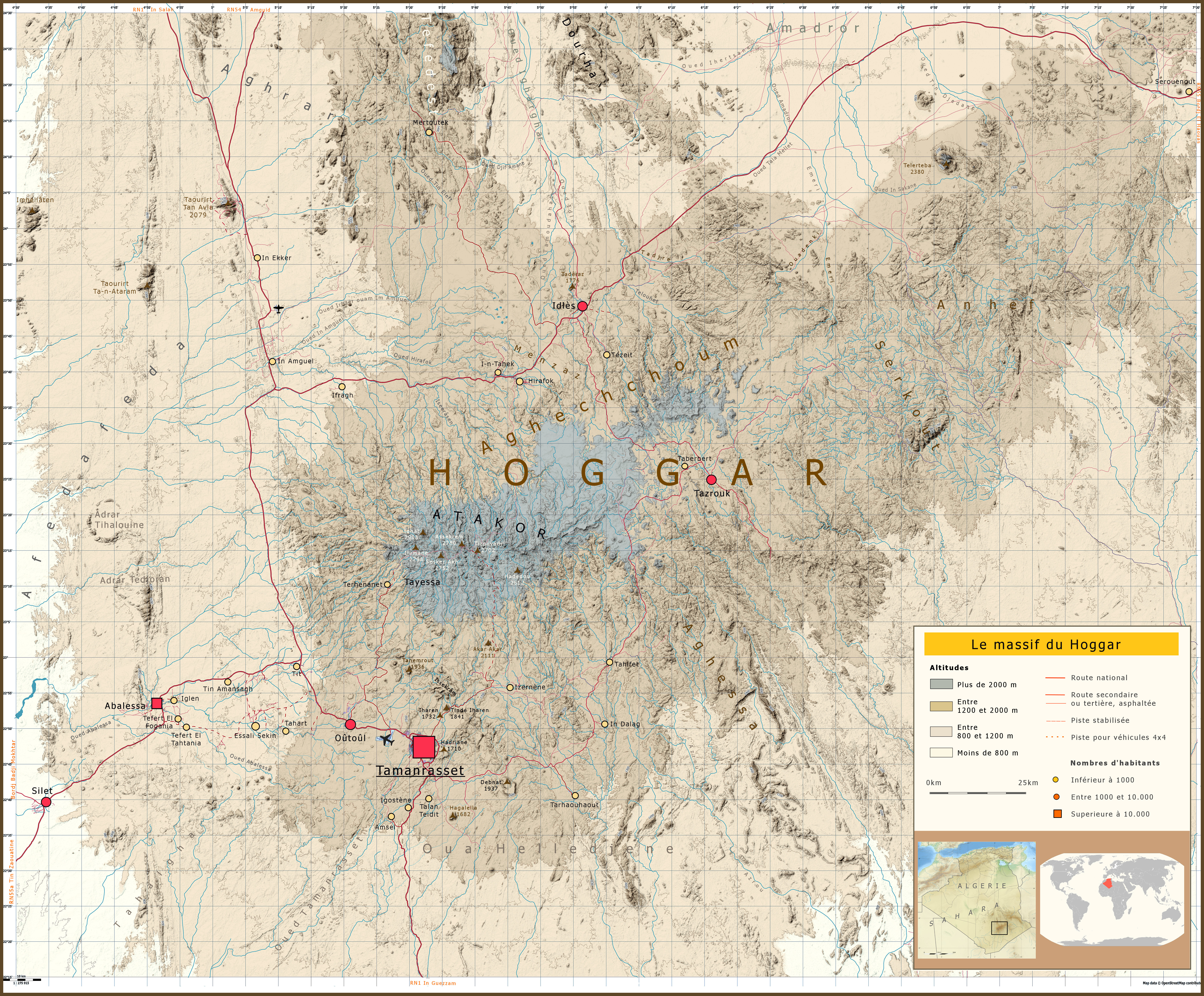
Carte du massif du Hoggar, Tazrouk se trouve entre le G et le A de HOGGAR.

Localisé à 180 kilomètres au nord-est de Tamanrasset, Tazrouk est un village situé à 1 850 mètres d'altitude dans le massif du Hoggar, ce qui en fait le plus haut village d'Algérie.

## Économie
L'altitude et la présence de l'oued Tazrouk permet la culture de fruits et légumes tels que de la vigne, des pommiers, poiriers, grenadiers.

## Culture

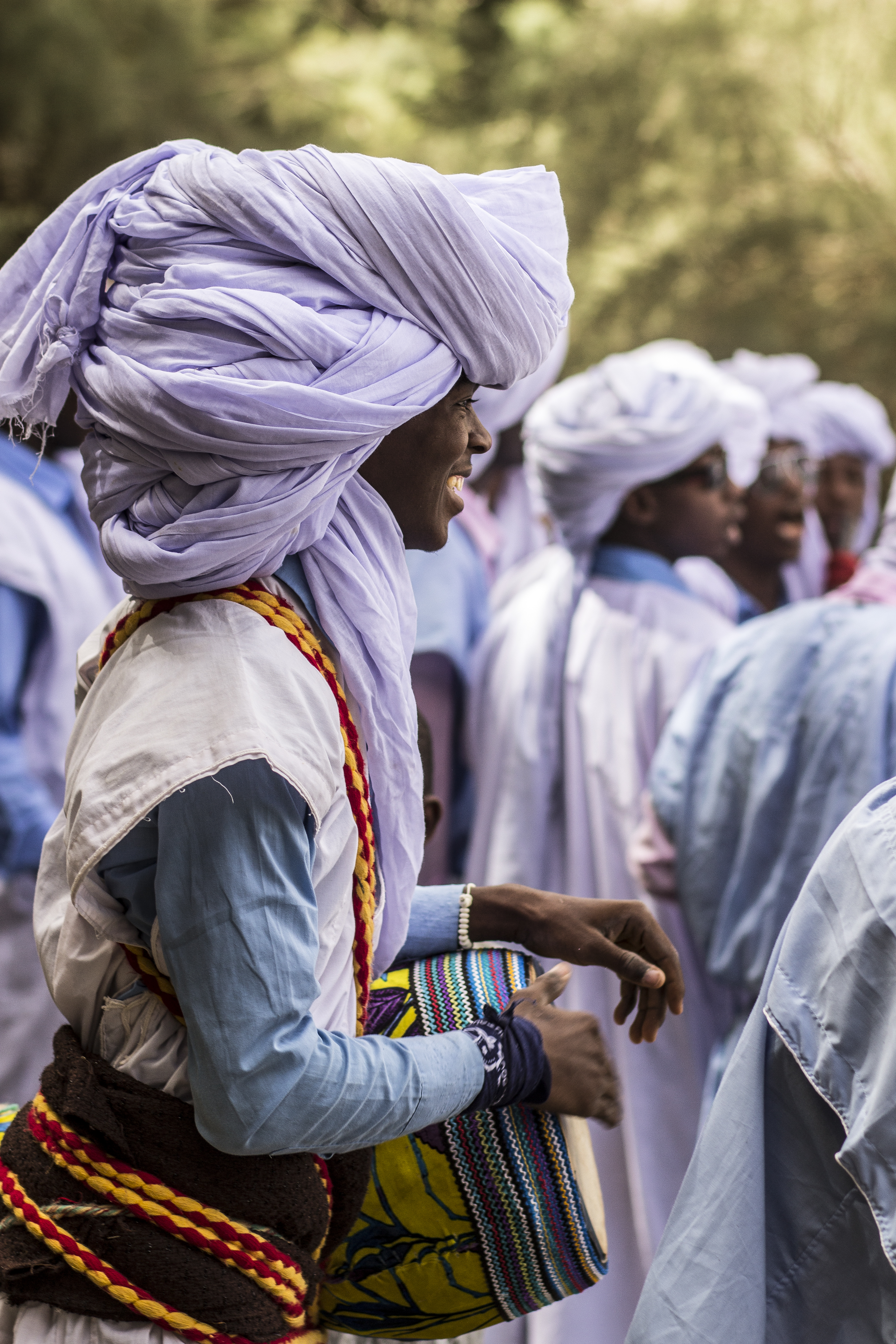
Festival de musique touarègue à Tazrouk en 2017.

Il existe un festival de musique touarègue organisé chaque année à Tazrouk.